# Вертячий
Вертя́чий — хутор в Городищенском районе Волгоградской области России, единственный населённый пункт и административный центр Вертячинского сельского поселения
Население — 1203 (2021).

## География
Хутор расположен в степи на западе Городищенского района в пределах Приволжской возвышенности, относящейся к Восточно-Европейской равнине, на левом берегу Дона (Цимлянское водохранилище) при балке Антонова, на высоте около 50 метров над уровнем моря. Рельеф местности равнинный. Почвы — каштановые солонцеватые и солончаковые.
Автомобильными дорогами хутор связан с посёлком Качалино (24 км), хутором Песковатка (11 км) и аэропортом Гумрак (40 км). По автомобильным дорогам расстояние до центра Волгограда составляет 58 км, до районного центра посёлка Городище — 59 км.
Климат
Климат умеренный континентальный с жарким летом и малоснежной, иногда с большими холодами, зимой. Согласно классификации климатов Кёппена климат характеризуется как влажный континентальный (индекс Dfa). Температура воздуха имеет резко выраженный годовой ход. Среднегодовая температура положительная и составляет +8,5 °C, средняя температура января −7,2 °C, июля +24,2 °C. Расчётная многолетняя норма осадков — 378 мм, наибольшее количество осадков выпадает в декабре (40 мм) и июне (39 мм), наименьшее в марте (23 мм).

## История
Предположительно основан в первой половине XIX века. Впервые обозначен на карте 1840 года Согласно Списку населённых мест Земли Войска Донского в 1859 году хутор Вертячевский входил в юрт станицы Трёх-Островянской Второго Донского округа Земли Войска Донского. На хуторе проживало 260 душ мужского и 273 женского пола.
Согласно Алфавитному списку населённых мест Области Войска Донского 1915 года земельный надел хутора составлял 10889 десятин земли, на хуторе имелось хуторское правление, Троицкая церковь, 2 школы, проживало 1568 душ мужского и 1573 женского пола.
В 1921 году в составе Второго Донского округа включен в состав Царицынской губернии. В 1928 году Ветрячий включён в состав Сталинградского района Сталинградского округа Нижневолжского края (с 1934 года — Сталинградский край). В 1935 году хутор включён в состав Песчанского района (с 1938 года — Городищенский район) Сталинградского края (с 1936 года — Сталинградской области, с 1961 года — Волгоградская область) (с 1963 по 1977 год относился к Калачёвскому району).
Во время Сталинградской битвы в хуторе располагался концентрационный лагерь для советских военнопленных.

## Население
Динамика численности населения по годам:
| 1859 | 1873 | 1897 | 1915 | 1987  | 2002 |
| ---- | ---- | ---- | ---- | ----- | ---- |
| 533  | 1327 | 1765 | 3141 | ≈1200 | 1399 |

| 2010  | 2012  | 2013  | 2014  | 2015  | 2016  | 2017  |
| ----- | ----- | ----- | ----- | ----- | ----- | ----- |
| 1317  | ↘1314 | ↘1291 | ↘1265 | ↘1249 | ↘1240 | ↘1225 |
| 2018  | 2019  | 2020  | 2021  |       |       |       |
| ↗1229 | ↘1203 | ↗1227 | ↘1203 |       |       |       |